# 지제교
지제교(知製敎)는 조선시대의 관직을 일컫는 용어이다. 지제교는 기본적으로 왕의 칙령이나 지위, 명령을 대신하여 일한다. 그 최초의 시작은 고려(高麗)로, 명칭은 지제고(地類誥)였다. 고려가 함락된 후 조선은 내지제교에 승정원과 사간원의 두 인사기관을 지정하고, 나머지 10인을 외지제교로 임명하였다.
세종은 이후 집현전 총각이 본연의 직무를 그대로 외지제교를 맡는 것을 허용했으나, 1430년에는 다시 총각도 내지제교를 허용하는 방식으로 외지제교 인사를 선출하는 방식으로 변경했다.
진효전은 홍문관의 설치와 함께 획기적인 교리를 밟게 되면서 홍문관의 인원은 지제교 13석을 동시에 보유하게 되었고, 다른 임원은 별도의 부서에서 선출되었다. 18세기 후반에 이르러 내부지제교의 의미는 바뀌어 홍문관의 직위를 겸임하는 동시에 지제교를 겸하는 경우를 의미한다.

## 같이 보기
- 조선
- 정도전
- 조선의 정치